# Fraipont
Pour les articles homonymes, voir Fraipont (homonymie).
 (août 2012).
Si vous disposez d'ouvrages ou d'articles de référence ou si vous connaissez des sites web de qualité traitant du thème abordé ici, merci de compléter l'article en donnant les références utiles à sa vérifiabilité et en les liant à la section « Notes et références ».
Fraipont, ancienne commune, est une section de la commune belge de Trooz située en Région wallonne dans la province de Liège.

## Toponymie
- 1095: loco qui dicitur ad fractam pontem[1]
- ≈1200 Frepont, Registre de Saint-Lambert[2]
- 1309: Frepont, Cartumaire de l'église Saint Lambert[3]
- 1322 Fraipont[4]
- 1346 Freipont[5]
- 1356 Fraipont Cartulaire du Val Benoît[6]
- 1377 Fraypont Cartulaire de l'église Saint-Lambert[7]

Al basse fraipont
- 1338 [basse Fraipont, fiefs de l'église de Liège][8]
- 1477 [basse Fraipont, haulteur de jupille][9]

Al haute fraipont
- [1515 la haulte Fraipont][10].

## Géographie

### Topographie
Peu de communes sont naturellement limitées comme celle de Fraipont : l'eau y sert de borne aux neuf dixièmes du pourtour. C'est d'abord la Vesdre, qui court des points Nord-Est au Nord-Ouest et qui fait la séparation avec les communes de Cornesse, Olne et Nessonvaux. Ensuite le Sokin-ri, ruisseau qui la sépare de Pepinster sur tout son parcours, le ri d'targnon,joue le même rôle à l'Ouest en formant la limite avec Forêt, enfin le ruisseau de Pîre lê ri qui au Sud sépare Fraipont de Louveigné sur plus de deux tiers de son parcours. Seule la Commune de Gomzé-Andoumont est séparée de sa voisine moitié par une partie boisée, moitié par un chemin, le pazè d'fosse.

## Évolution démographique
- Sources : INS, Rem. : 1831 jusqu'en 1970 = recensements, 1976 = nombre d'habitants au 31 décembre.

## Histoire
Fraipont est le nom d'un très ancien hameau situé près d'un ancien gué de la Vesdre, sur la Voie des Ardennes.
La Principauté abbatiale de Stavelot-Malmedy atteste d'un pont en ruines, un fractam pontem au Xe siècle, qui donne son nom à la localité.
Cette commune est de tout temps[Quand ?] divisée en deux parties: la Haute-Fraipont et la Basse-Fraipont. Section Ouest de Fraipont entre le ri de Targnon et le ri de Hamgné. Jusqu'à la fusion des communes de 1977, les revenus de ces deux sections étaient séparés, en vertu d'un arrêté royal du 13 juillet 1839.

### La Haute Fraipont
La Seigneurie de la Haute-Fraipont relève de la cour féodale de Stavelot, comté de Logne. La Haute-Fraipont possède sa propre cour de justice.
Une charte de l'Abbaye de Stavelot de l'an 1095 dit : Est nobis possessio antiquitus in loco qui dicitur ad fractam pontem, pertieus ad possessionem qui apellatur Lovincias("Nous avons une propriété antique située en un lieu appelé ‘Au Pont Brisé’, faisant partie d’un domaine nommé Louveigné).
En 1285, le Comte de Luxembourg s'empare du château de Haute-Fraipont, qui auparavant était dans les mains du Duc de Brabant.
Le premier Seigneur connu est Renier de Visé, châtelain de Dalhem, fils de Breton le Vieux de Waroux. Ses descendants négligèrent le nom de Visé et prirent le nom de Fraipont. Renier de Fraipont, son fils, était en 1345 seigneur de Fraipont, de Banneux et voué de Louveigné. Le château reste dans cette famille jusqu'au XVIIe siècle où il passe aux mains du baron de Calwaert.

Tour du château de Fraipont.
Chapelle désaffectée du château.

### La Basse Fraipont
La limite entre les communes est le ruisseau d'Havegné face à Coucoumont sur Olne.
La Basse-Fraipont fait partie du Pays de Liège. Elle faisait partie du domaine royal de Jupille ; la Basse-Fraipont est comprise dans l'Avouerie d'Amercœur, et relève en conséquence, au point de vue judiciaire, de la Haute-Cour de justice de Jupille.
Le prince-évêque de Liège cède la Seigneurie de Basse-Fraipont en engagère en 1745 à la demoiselle David, qui en janvier 1759 la revend à J. de Libert. La Basse-Fraipont fait très longtemps partie de la paroisse d'Olne.

### Inondations de juillet 2021
Situé à proximité immédiate de la Vesdre, le village de Fraipont a été durement touché par les inondations de juillet 2021. Face au coût élevé de sa restauration, l'avenir de l'église paroissiale dédiée à Saint-Gilles  est mis en question. Gravement endommagée elle aussi, l'école libre était prête à accueillir les élèves pour la rentrée scolaire de septembre 2021, moins de deux mois après la catastrophe, grâce à l'aide de nombreux bénévoles,.

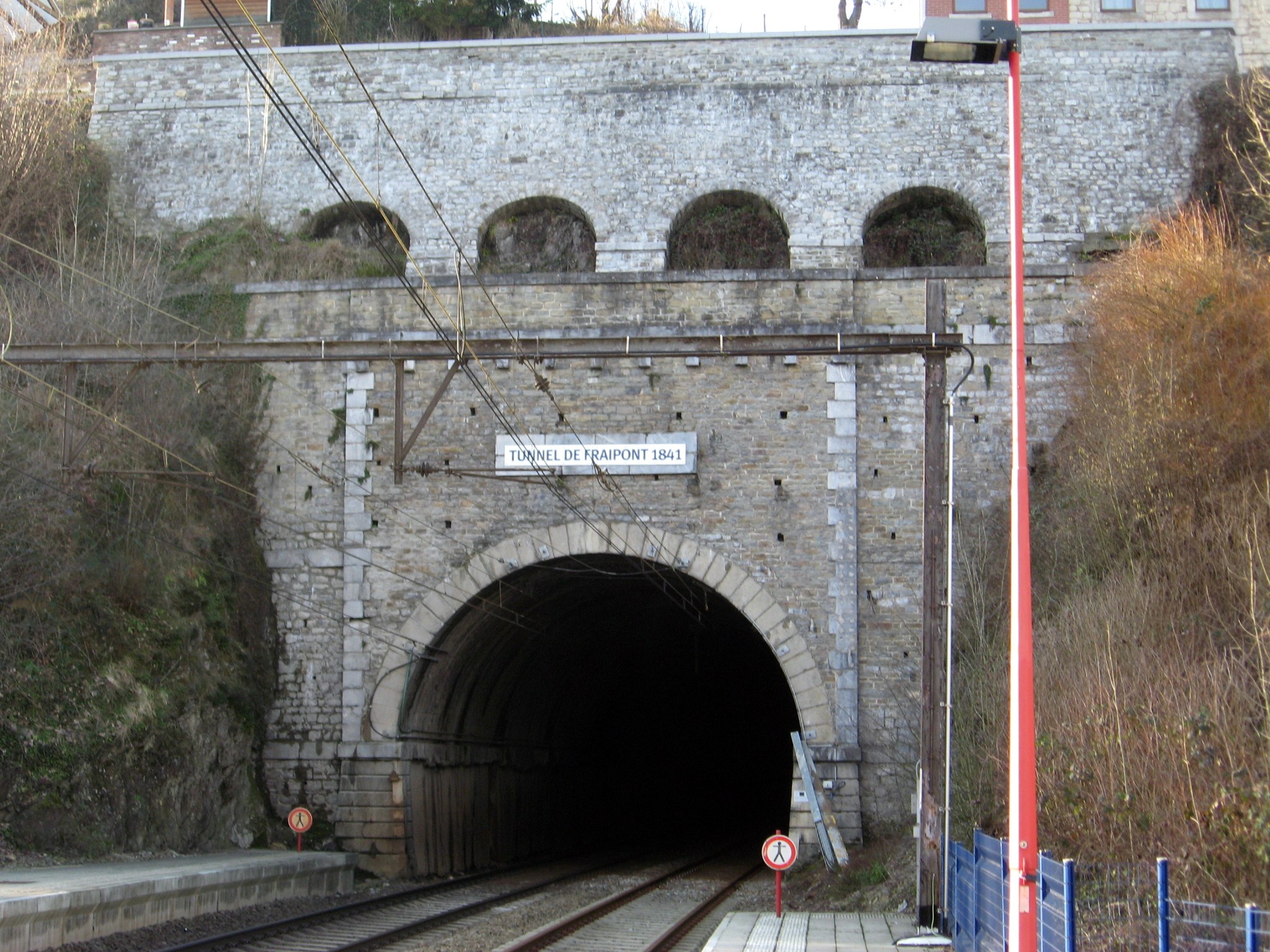
Entrée Est du tunnel de Fraipont, en direction de Liège.

## Économie

### Transports
La gare de Fraipont est desservie par la ligne 37 de la Société nationale des chemins de fer belges, qui relie Liège à Hergenrath, à la frontière germano-belge. La gare est située à l'entrée Est du tunnel de Fraipont (en direction de Liège), long de 262 m.